# 黑斯堡足跡

黑斯堡在更新世早期的地理位置，距今約80萬年。

黑斯堡足跡是一組更新世人族腳印化石，位於英國諾福克郡黑斯堡一處沙灘新暴露出的沉積層，於2013年5月發現。這組足跡在發現後不久便已被潮水抹去。2014年2月7日，科學家公佈研究發現，指足跡距今約80萬年前形成，因此是人族在非洲大陸以外已知最早的腳印。黑斯堡足跡被發現之前，在英國已知最早的足跡位於南威爾士阿斯克茅斯（Uskmouth），形成時間根據碳定年法為公元前4600年的中石器時代。

## 發現

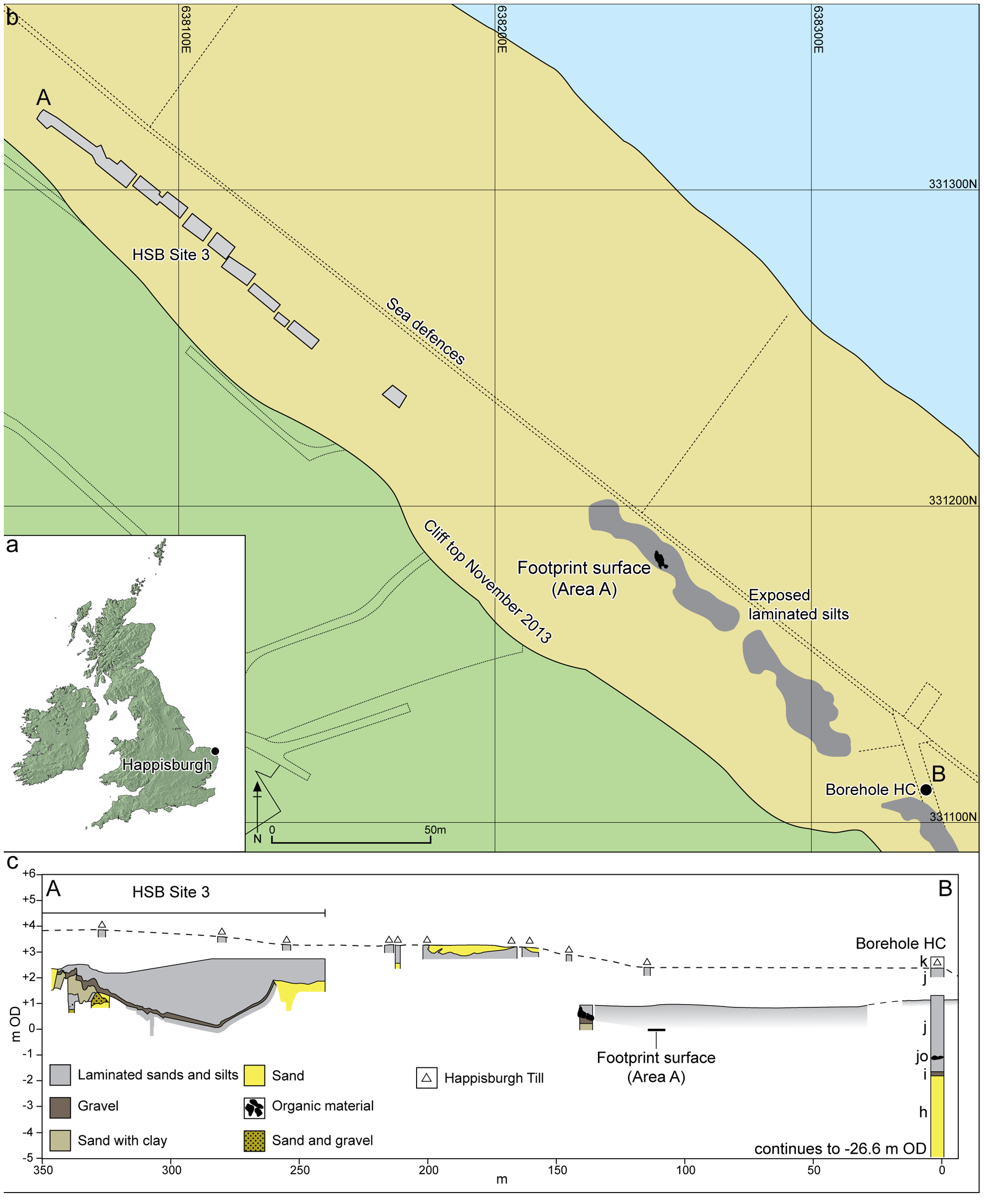
黑斯堡足跡遺址地圖，顯示暴露出的沙灘沉積層以及腳印表面的地點

大英博物館館長尼可拉斯·艾什頓（Nicholas Ashton）和威爾士三一聖大衛大學的馬丁·貝茨（Martin Bates）在進行英國古人族居住地研究的時候，在2013年5月發現了這一組足跡。足跡位於黑斯堡前灘的沉積層中，低潮時表面被沙部份遮掩。這裡曾是古河流的河口，河流消失後沉積層再被沙遮蓋，因此表面特徵得以保存。足跡位於山崖之下，其保護性沙層被暴風颳走，暴露出了沉積層。不過，沉積層十分鬆軟，且位於最高潮水線以下，因此不到兩個星期，足跡已完全消失了。
雖然考古團隊未能保存足跡，但是他們在有限時間內利用攝影測量法記錄了腳印的三維影像。利物浦約翰摩爾斯大學的伊莎貝爾·德·格魯特（Isabelle De Groote）分析了這組圖片，並確認沉積層上的印子確實是人族腳印。
2014年2月，艾什頓等人通過科學期刊《PLOS ONE》公佈了這項發現。

## 描述

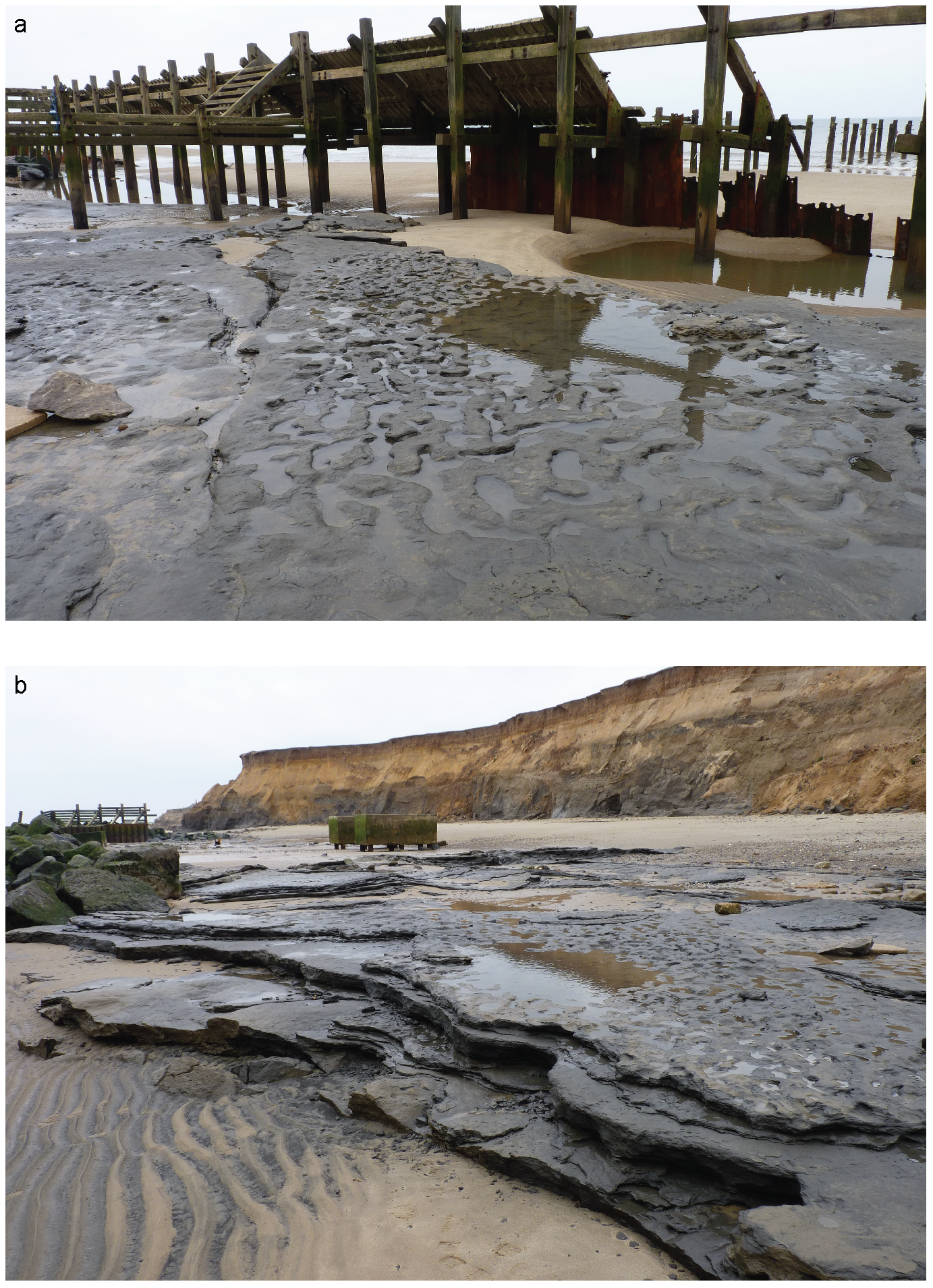
黑斯堡足跡遺址A區照片：上圖為朝北看足跡表面；下圖為朝南看足跡表面，其下方有橫向淤泥夾層

在近40平方米的面積內，一共約有50個腳印。其中12個大體完整，2個甚至能看出腳趾。這些腳印至少來自5個個體，包括成人和小孩。腳印長度為140至260毫米，即對應於0.9至1.7米高度。科學家認為這些足印屬於的物種是前人（學名Homo antecessor）。
分析指出，辨認出的5個個體當時一同向南（向上游）沿著泰晤士河河口泥灘行走。當時的泰晤士河在此流入海洋，而如今則繼續流向北，且當時的大不列顛島東南部仍與歐洲大陸相連。考古學家猜測，這一組前人正在泥灘上尋找食物，如貝類、螃蟹和海藻等。另一說法是，他們居住在河口的一個小島上，趁低潮的時候向河岸行走。

## 年代
黑斯堡足跡由於年齡遠超過5萬年，所以超出了放射性碳定年法的有效年代區間。科學家需要利用地層學、古地磁學方法，以及沉積層存在的其他化石證據，來測定足跡的年代。綜合證據指出，沉積物是在距今78萬至100萬年之間的地磁逆轉晚期形成的。
腳印所處的沉積物確切年代還沒有判斷出來。沉積層中的磁性特徵顯示，沉積物形成時正處於最近的兩次地磁逆轉事件之間——約78萬年前的布容－松山逆轉和95萬至100萬年前的哈拉米略逆轉。鄰近動植物化石包括田鼠牙齒化石等，這些證據把年代定在至少84萬年前。目前的證據支持兩個可能的沉積物形成年代，即距今85萬或95萬年。然而要進行進一步研究才可判斷是兩者中的哪一個。

## 更新世時的地理環境
人族在黑斯堡居住之時，大不列顛島和今法國一帶之間存在一條陸橋。今天的英吉利海峽要直到45萬年前才形成。泰晤士河流域比今天更趨向北，並與古拜坦河（Bytham River）匯合。現在的諾福克郡和薩福克郡一帶的地形在當時由一系列泥脊和泥槽組成，稱為「東安格利亞峭岩盆地」（East Anglian Crag Basin）。黑斯堡當時離海岸大約15英里（24），是拜坦河和泰晤士河匯合處的一片泥灘。兩河匯合後流入海灣。
足跡形成時的泥灘附近是一片空曠的山谷，被松樹林環繞，氣候接近今天的斯堪的納維亞南部。居住在這片空曠草地上的動物包括：猛犸象、犀牛、河馬、鉅鹿和野牛，獵食者有劍齒虎、獅子、狼和鬣狗等。此地動植物充裕，河中沙礫富含燧石，對當時的早期人類來說是重要的資源。
黑斯堡足跡的發現首次證明早期人類曾在高緯度地區生活。古生物學家曾認為當時的人族需更暖的氣候，但在黑斯堡居住的早期人類已適應了寒冷天氣，證明他們已掌握狩獵、製衣、蔽匿和取暖等各種技巧，比人們所想的更早。

## 其他古生物學發現

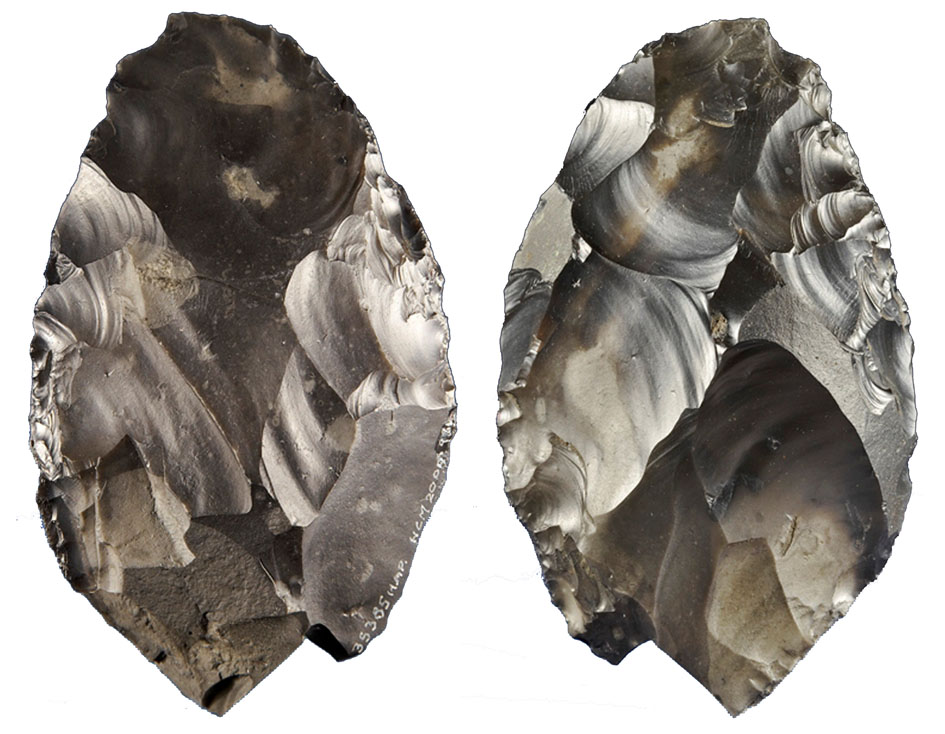
在黑斯堡出土的舊石器時代手斧，2000年被人在沙灘上遛狗時發現

黑斯堡長期以來出土了許多重要的考古發現。由於海岸持續受到海岸侵蝕，所以岩壁和沙灘上不斷有新暴露出來的物質。人們自1820年開始便在這一帶發現史前化石：當時的漁民在拖網捕捉牡蠣時，時常在網中發現大象、犀牛、鉅鹿等已滅絕物種的牙齒、骨頭和角。1825年2月的一次特高潮水沖走了表面沉積物，使這一地帶暴露出許多化石樹樁、動物骸骨和冷杉果子。1877年1月的一場大風暴把大塊鐵礦石從海床捲到黑斯堡海灘上。這些石板保存了數千年千橡樹、榆樹、櫸樹和柳樹葉子所留下的印子。1999年，科學家在對1870年代出土的更新世野牛骸骨重新檢查時，發現骨頭表面留有切割的痕跡，這表明這頭野牛是被某種石造工具屠宰的。
2000年，有人在海灘散步時意外發現了具有60萬至80萬年歷史的黑色燧石手斧。在2012年播出的電視紀錄片《英國的神秘寶藏》（Britain's Secret Treasures）當中，來自大英博物館和英國考古學會（Council for British Archaeology）的一行專家在50件由公眾發現的考古物件中，把手斧評為最重要的一件。自從發現以來，黑斯堡的舊石器時代歷史成為了英國多項研究項目的對象。在2005至2010年間，海灘沉積物中共出土了80件燧石工具，年代可追溯至95萬年前，是北歐地區已知最早的人造物品。這些工具相信由前人所製，即腳印所屬的同一物種。
考古學家希望透過分析當地的動植物化石，來了解黑斯堡足跡形成時的環境。目前已記錄了15個哺乳類物種、160個昆蟲物種以及至少100個植物物種。

## 外部連結
- （英文）The earliest human footprints outside Africa found in Norfolk（页面存档备份，存于）﹣倫敦自然史博物館有關黑斯堡足跡的影片
- （英文）Happisburgh project（页面存档备份，存于）﹣大英博物館黑斯堡項目

52°49′32″N 1°32′06″E / 52.82542°N 1.53500°E